# The Protector (1985)
The Protector is een Hongkongs-Amerikaanse actiefilm uit 1985 geregisseerd door James Glickenhaus met Jackie Chan in de hoofdrol. 

## Verhaal
Billy Wong is een agent uit New York. Wanneer hij een nieuwe teamgenoot krijgt toegewezen, moet hij een uiterst gevaarlijke zaak ontrafelen. De dochter van een rijke zakenman is ontvoerd en het onderzoek leidt de twee politieagenten naar Hongkong, waar ze een groot netwerk van drugssmokkel ontdekken.

## Rolverdeling
| Acteur                    | Personage          |
| ------------------------- | ------------------ |
| Jackie Chan               | Billy Wong         |
| Danny Aiello              | Danny Garoni       |
| Roy Chiao                 | Harold Ko          |
| Moon Lee                  | Soo Ling           |
| Peter Yang                | Lee Hing           |
| Sandy Alexander           | Gang Leader        |
| Jesse Cameron-Glickenhaus | Jesse Alexander    |
| Becky Ann Baker           | Samantha Alexander |
| Kim Bass                  | Stan Jones         |
| Bill Wallace              | Benny Garrucci     |
| Victor Arnold             | Police Captain     |
| Irene Britto              | Masseuce           |